# Hyphalaster scotiae
Hyphalaster scotiae är en sjöstjärneart som beskrevs av Jean Baptiste François René Koehler 1907. Hyphalaster scotiae ingår i släktet Hyphalaster och familjen Porcellanasteridae. Inga underarter finns listade i Catalogue of Life.